# HD 120084
HD 120084 — звезда, которая находится в созвездии Малая Медведица на расстоянии около 318 световых лет от нас. Вокруг звезды обращается, как минимум, одна планета.

## Характеристики
HD 120084 представляет собой жёлтый гигант 5,91 видимой звёздной величины; его можно наблюдать невооружённым глазом. Впервые в астрономической литературе упоминается в каталоге Генри Дрейпера, изданном в начале XX века. Масса и радиус звезды равны 2,39 и 9,12 солнечных соответственно. Температура поверхности звезды составляет около 4892 кельвинов. Светимость HD 120084 превышает солнечную в 43,7 раза.

## Планетная система
В 2013 году японской группой астрономов, работающих со спектрографом HIDES, было объявлено об открытии планеты HD 120084 b в системе. Она представляет собой газовый гигант, превосходящий по массе Юпитер в 4,5 раза. Орбита планеты расположена на расстоянии 4,3 а.е. от родительской звезды. Год на ней длится около 2082 суток. Открытие было совершено методом доплеровской спектроскопии.